# Agustín de Contreras
Agustín (de) Contreras (Poveda de la Obispalía, baut. febrero de 1678 - Córdoba, 19 de diciembre de 1754) fue un compositor y maestro de capilla español.

## Vida
Agustín (de) Contreras nació en Poveda de la Obispalía, una localidad del municipio de Altarejos, en la provincia de Cuenca. Se educó musicalmente como mozo del coro de la Catedral de Sigüenza, donde entró el 13 de mayo de 1689 y tuvo como maestro a Pedro Ventura Enciso. En 1695 obtuvo una limosna para trasladarse a Madrid, donde permaneció hasta 1706. No se sabe que actividades realizó allí, pero sí se sabe que mantuvo estrechas y cordiales relaciones con los músicos de la Capilla Real de Madrid, incluyendo su maestro de capilla, Sebastián Durón. Estos contactos posteriormente le ayudarían en la búsqueda de músicos para su capilla en Córdoba.
En junio de 1706 el Cabildo de la Catedral de Córdoba le propuso acercarse a la ciudad para realizar la prueba de maestro de capilla. Sin embargo, a pesar de que no ocupaba ningún puesto fijo en Madrid, Contreras tardó tres meses y medio en presentarse ante el Cabildo debido a los combates que se daban en la Corte en ese momento. Tras año y medio de prueba, Contreras accedió al magisterio de Córdoba en marzo de 1708, a la vez que fue nombrado capellán de la Capilla de Santa Inés.

Primeramente habiendo precedido llamamiento para determinar el modo y día de proveer la Capellanía asignada al Maestro de Capilla: oído el llamamiento se discurrió sobre él ponderándose en el discurso la habilidad de Don Agustín de Contreras: por el tiempo de cerca de año y medio que había que el Cabildo le tenía a prueba de su habilidad con 600 ducados de salario y que en dicho tiempo había hecho buenas composiciones y dado muestras de tener ánimo quieto y afable por cuyos motivos el Cabildo acordó se diese la capellanía de Santa Inés afecta al magisterio de capilla [...]
Actas capitulares de la Catedral de Córdoba

En los 44 años que permaneció en su cargo en Córdoba, Contreras solo regresó a Cuenca en tres ocasiones. En tales ocasiones el Cabildo le encargó la búsqueda de cantores y músicos, y el maestro trajo a Córdoba a tres sobrinos para educarlos a su costa. En 1711 viajó a Jaén para participar en las oposiciones del maestro de capilla y el sochantre de la Catedral.
En 1734, tras el incendio que destruyó el Real Alcázar de Madrid y el archivo musical que estaba depositado allí, el responsable de buscar partituras para la nueva capilla, Francisco Courcelle, contactó a Contreras en Córdoba para recoger algunas partituras suyas. El hecho da una idea del prestigio del maestro, que en Córdoba dirigía un conjunto de unso 40 músicos, contando cantores, intrumentistas y niños del coro. Contreras tomó partido por Francisco Valls en la polémica de la Missa Scala Aretina, colocándose entre los compositores que adaptaron las nuevas corrientes que llegaban de Italia.
Hacia 1749 comienzan las noticias de la grave enfermedad de Contreras que sufría de perlesía, de forma que en julio de 1751 el Cabildo tuvo que solicitar alguna solución para subsanar la falta del maestro de la capilla.

[...] los Señores Diputados del Arca de Vacantes de la Capilla de Santa Inés suplican algún arreglamento para la mexor dirección de la Música en las funciones del choro, y habiendo maduramente considerado que los accidentes graves que ha padecido el Maestro de Capilla además de su avanzada edad, lo tienen de forma que ni está capaz de la residencia de su capellanía ni de hacer las composiciones de la Iglesia, ni de entrar en el choro a dirigir con su compás otras que pueda adquirir.
Actas capitulares de la Catedral de Córdoba

La solución, que tuvo que pagar el maestro, fue nombrar al tenor y segundo maestro Juan de Peñafiel como teniente de maestro de capilla, de forma que lo sustituyese en todas sus funciones, a excepción de la composición de nuevas obras. Este estado tampoco pudo mantenerse, ya que Contreras ya no era capaz de componer en casa. A solicitud del maestro, Contreras fue jubilado el 22 de diciembre de 1751. Tras su jubilación, hubo una polémica en el Cabildo por determinados pagos que Contreras no había realizado en sus 46 años de servicio, que se discutieron a finales de 1751 y principios de 1752 sin llegar a una conclusión.
Tras varias ausencias por enfermedad de la capellanía que mantenía, el maestro falleció en Córdoba el 22 de diciembre de 1751.

## Obra
Se conservan 63 obras religiosas en los archivos de la Catedral de Córdoba atribuidas con seguridad y hay otras 15 cuya autoría es dudosa. Entre sus obras en se cuentan cánticos, lamentaciones, lecciones de difuntos, letanías, misas, motetes, oficios de completas, salmos y tractos, de las que destacan en latín:
- Tres conjuntos de vesperas a seis voces;
- Beatus vir, salmo a cinco voces;
- Laudate Dominum, salmo a cinco voces;
- dos misereres a 14 y 15 voces;
- Ego enim, motete a seis voces.

Se conservan además 26 obras de Contreras fuera de la Catedral de Córdoba, la mayoría en castellano. Otro indicio del prestigio del maestro es la extensión de los lugares con pomposiciones suyas, que incluyen la Capilla Real de Granada, la Biblioteca Nacional en Madrid, el Monasterio de San Lorenzo de El Escorial, la Catedral de Málaga, la Catedral de Jaca y la Catedral de Valladolid y en varios archivos americanos. Entre las obras en español destacan:
- Aprended oh flores, responsión general a ocho voces;
- A copiar la pureza;
- Cambiad el triste, a cuatro voces;
- En la funesta sombra, canto secular;
- A donde vas, infausto peregrino, tonada secular/cantata mística;
- Ay qué cosa, tono secular;
- Hola, oigo, qué es esto que amor explica.